# Список найвищих астрономічних обсерваторій світу

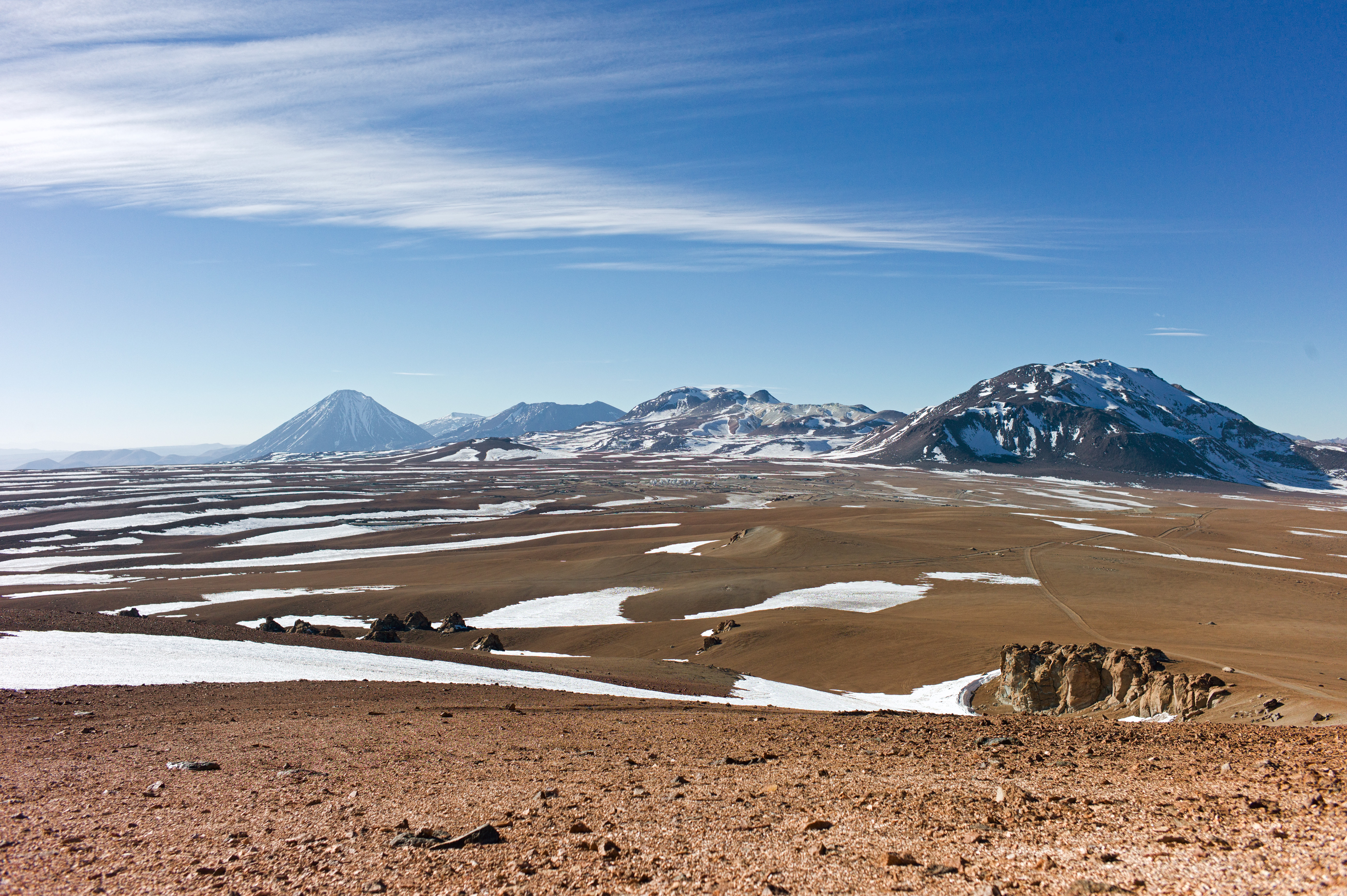
Вид з півдня на декілька найвищих обсерваторій світу — Льяно де Чайнантор та ALMA, з піками Серро Токо (по центру справа) та Серро Чайнантор (справа), які височіють над ними. Чилі

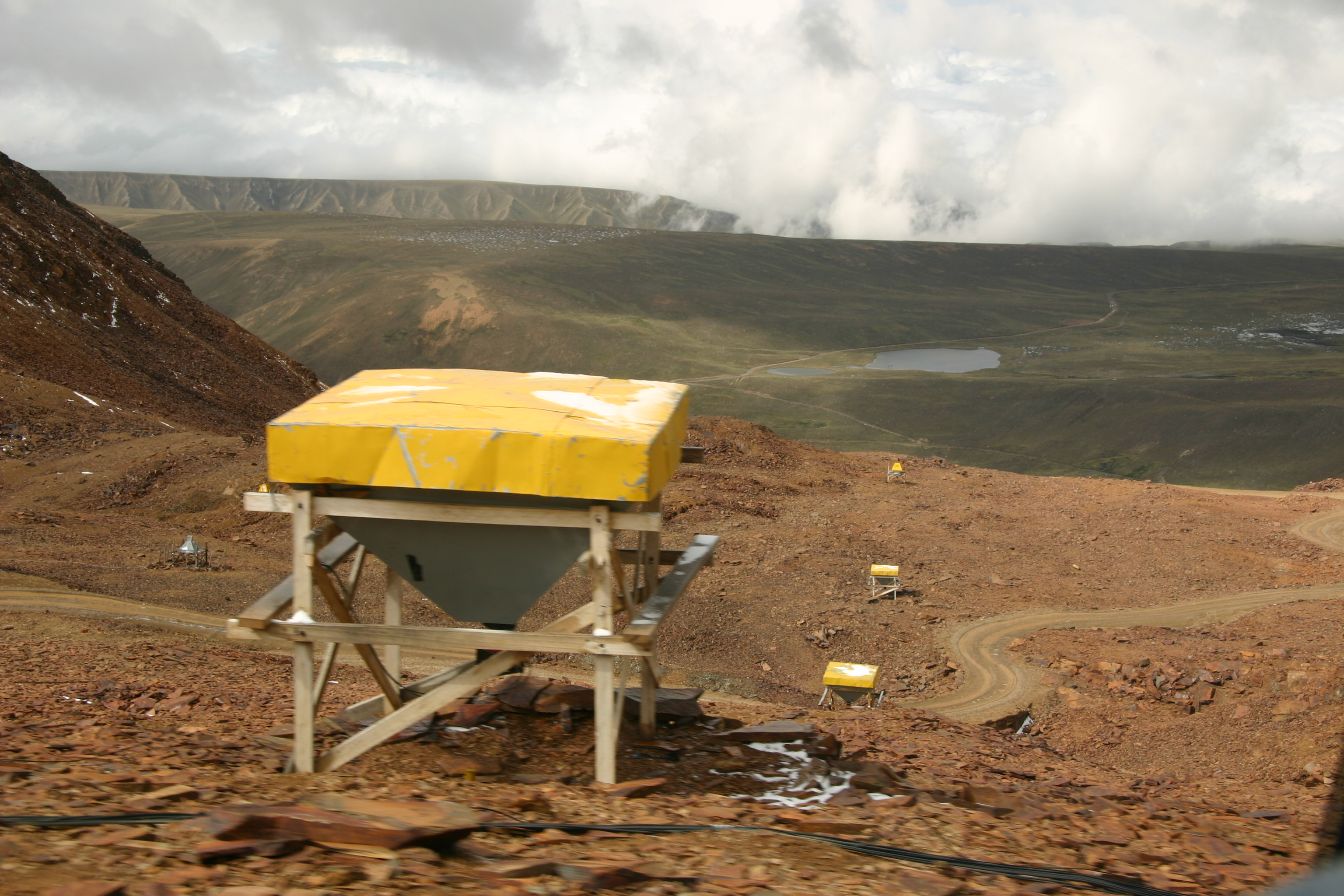
Детектор часток в Астрофізичній обсерваторії Чакалтая, найвищій постійній астрономічній обсерваторії в світі в період з 1940-х по 2009 р.

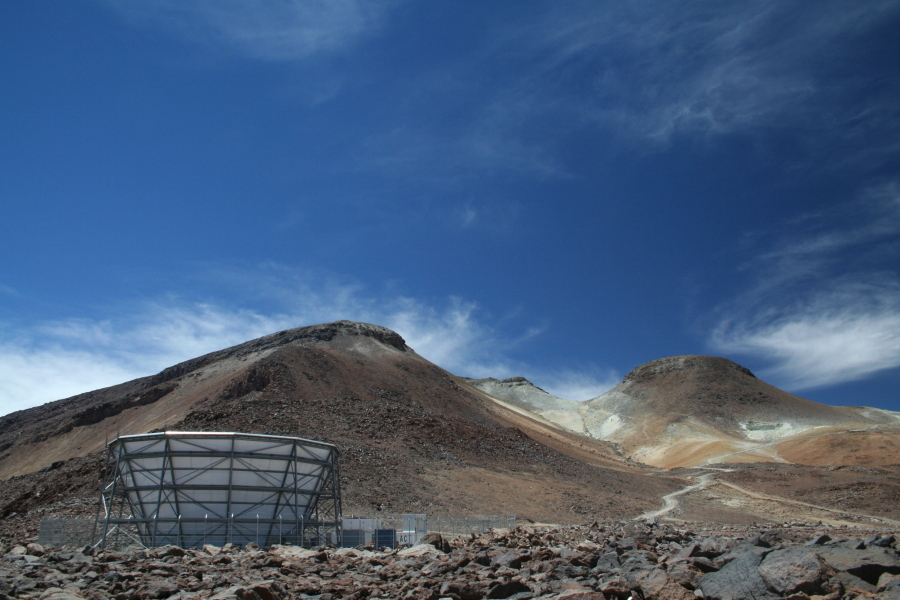
Атакамський космологічний телескоп на Черро Токо, на північ від Llano de Chajnantor.

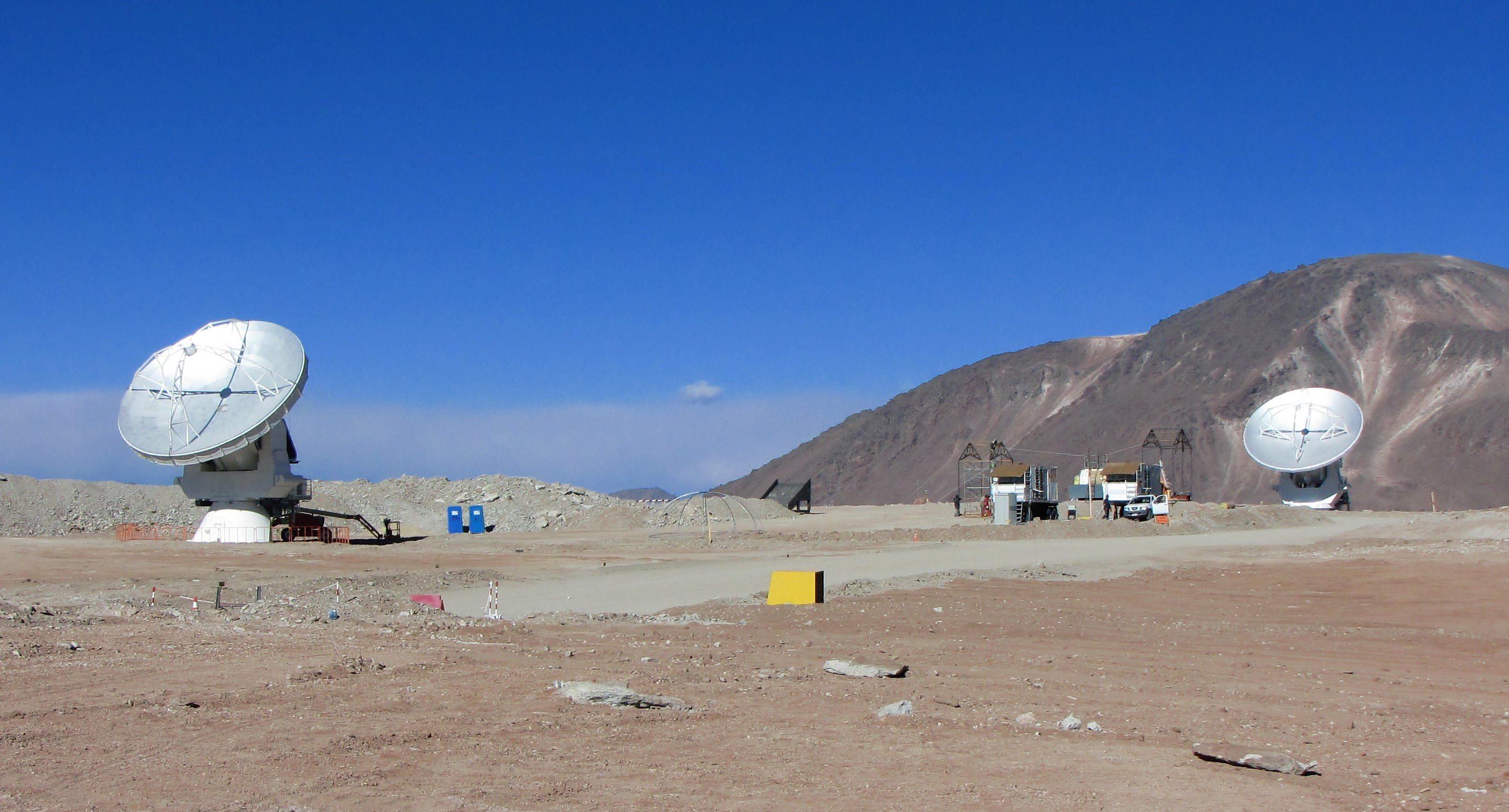
Вид з південного заходу на Льяно де Чайнантор та перші з двох антен ALMA наприкінці 2009, з піком Серро Чайнантор справа.

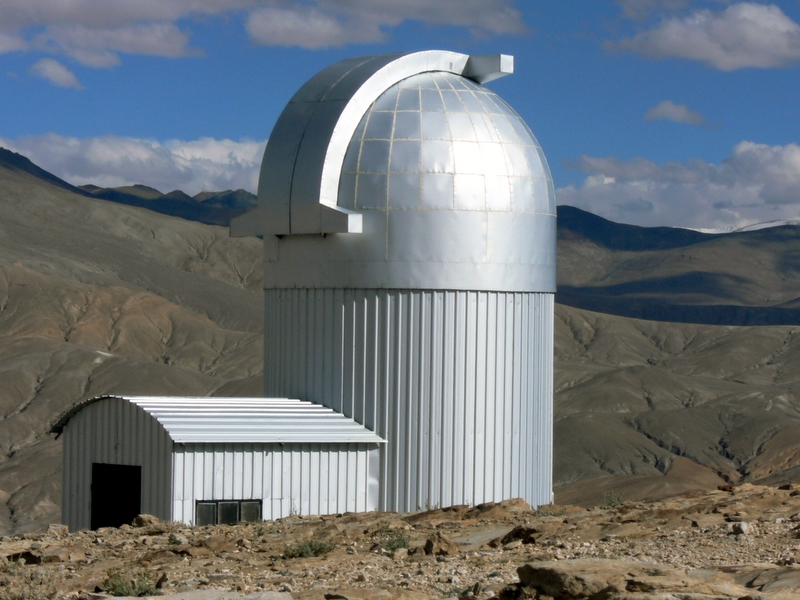
Індійська астрономічна обсерваторія на висоті 4 500 м.н.м. на горі Саравсаті, Індія.

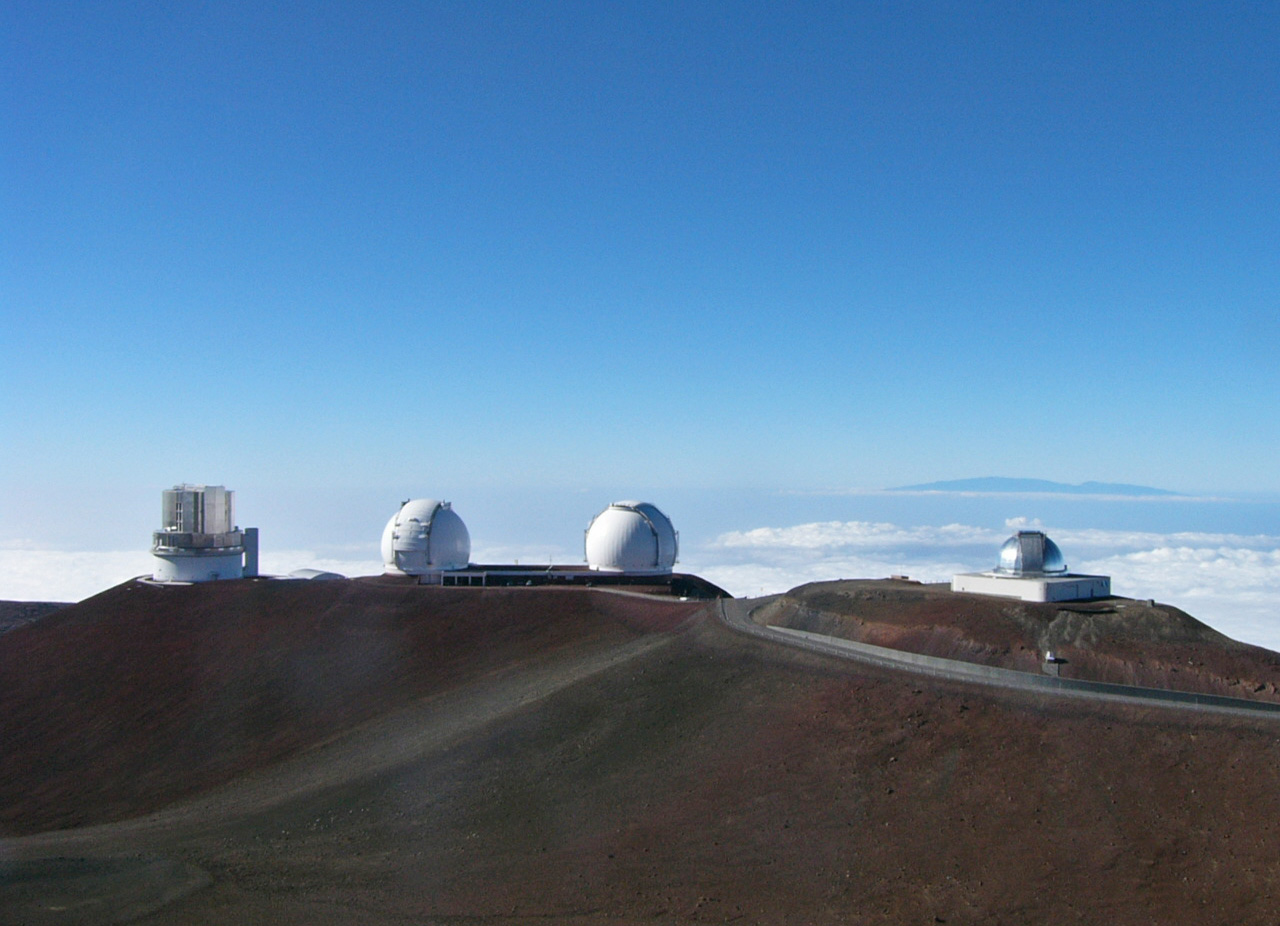
Виз з повітря на частину обсерваторії Мауна-Кеа, де видно телескопи Subaru, Keck та IRTF (зліва направо).

Цей Список найвищих астрономічних обсерваторій світу містить лише астрономічні обсерваторії, розміщені на землі на висоті вище 3 000 м.н.м., та впорядкований за висотою над рівнем моря. Основний список статті включає лише постійні обсерваторії, що існують у постійному місці (не пересувні). Додатково також наведений список тимчасових обсерваторій, наприклад, перевізні телескопи або інші інструменти для спостережень.
Для великих обсерваторій, які мають декілька телескопів в одному місці, у списку лише одна позиція, або за основною висотою обсерваторії, або за найвищим інструментом у користуванні (якщо така інформація доступна).

## Історія обсерваторій на великих висотах
До кінця 19-го сторіччя майже всі астрономічні обсерваторії в історії були розташовані на невеликих висотах, часто для зручності у безпосередній близькості до міст та навчальних закладів. Коли під час промислової революції суттєво зросли забруднення повітря від індустріалізації та світлове забруднення від штучного освітлення вулиць, астрономи почали шукати місця для обсерваторій у віддалених та ненаселених місцях з чистим та темним небом, що і привело їх у гори. Першою постійною астрономічною обсерваторією на вершині гори стала Лікська обсерваторія, побудована в 1876–1887 рр. на досить невеликій висоті 1 283 м.н.м. на вершині гори Маунт Гамільтон в Каліфорнії, США. Першою високогірною обсерваторією стала Міді-Перинейська обсерваторія на вершині Міді де Бігор висотою 2 877 м.н.м. у французьких Піренеях, будівництво якої розпочалося в 1878, а перший телескоп та купол встановлені в 1904 р. Наприкінці 1880-х років астрономічні спостереження також відбувались з Монблану.
В першій половині 20-го сторіччя були побудовані декілька інших високогірних обсерваторій (наприклад, Ловеллівська обсерваторія в Аризоні, США, та Сфінкс в Швейцарії). Однак дві з найбільш важливих та відомих обсерваторій початку 20-го сторіччя — обсерваторія Маунт-Вілсон та Паломарська обсерваторія, були розташовані на середніх висотах (бл. 1 700 м.н.м.) в південній Каліфорнії. ЇХ вражаючі успіхи та відкриття завдячують використанню найбільших телескопів світу — 100-дюймовому (бл.2,5м) телескопу Хокера та 200-дюймовому телескопу Хейла, і після Другої світової війни до будівництва обсерваторій нового покоління на все вищих висотах та пошуку місць з найкращою астрономічною видимістю по всьому світу.
У другій половині 20-го сторіччя була побудована суттєва кількість високогірних обсерваторій, в тому числі в Аризоні, Гаваях, Чилі та на Канарських островах. Спочатку їх будували переважно на висоті 2 000-2 500 м.н.м., але невдовзі почали шукати ще вищі висоти понад 3 000 м.н.м. Серед найбільших, найкраще облаштованих та найбільш значущих з них — обсерваторія Мауна-Кеа, розташована біля вершини вулкана на Гаваях висотою 4 205 м.н.м. На сьогодні обсерваторія має більше дюжини великих телескопів.
А на початку 21-го сторіччя розпочалася нова хвиля будівництва астрономічних обсерваторій на висотах понад 4 500 м.н.м.; такі обсерваторії були побудовані в Індії, Мексиці та найбільш відомі — в пустелі Атакама у північному Чилі, де тепер розташовані декілька з найвищих обсерваторій світу.
Наукові переваги від такого розташування важать більше ніж численні логістичні та фізіологічні виклики, які слід подолати при будівництві та експлуатації обсерваторій у таких віддалених місцях, як пустелі, полярні території чи віддалені тропічні острови. Розташування на великих висотах є ідеальним для оптичної астрономії та надає оптимальну видимість, оскільки є вищим від суттєвого прошарку земної атмосфери з її відповідною погодою, турбулентністю та зниженням прозорості. Зокрема, обсерваторії на вершинах гір на відстані до 80 км від океану часто мають найкращі умови для спостережень над стабільним інверсійним шаром протягом більшої частини року. Високогірні обсерваторії також розташовані вище від більшої частини водяної пари в атмосфері, що робить їх ідеальними місцями для інфрачервоної та субміліметрової астрономії, оскільки ці хвилі сильно поглинаються водяною парою. З іншого боку, великі висоти не надають суттєвої переваги для радіоастрономії на довших хвилях, тому на таких висотах розташовано досить мало радіо-телескопів. На далекому кінці спектру, для надзвичайно коротких довжин хвиль рентгенівської та гамма-астрономії, разом з високоенергетичними космічними променями, великі висоти знову надають суттєві переваги, достатньо значні, щоб багато досліджень на цих довжинах хвиль проводились на повітряних кулях (типу метеорологічних зондів) або навіть космічними телескопами, хоча використовувались і декілька наземних високогірних обсерваторій. До них належать астрофізична обсерваторія Чакалтая в Болівії, яка при висоті 5 230 м.н.м. була найвищою постійною наземною обсерваторією світу з часу будівництва у 1940-ті рр. до 2009 року, коли її перевищила нова Атакамська обсерваторія Токійського університету, оптичний інфрачервоний телескоп на вершині (5 640 м.н.м.) віддаленої гори в Чилі.

## Найвищі постійні обсерваторії
Постійні обсерваторії, розташовані на висоті понад 3 000 м.н.м.:
| Назва обсерваторії                                                               | Висота       | Місце                                      | Розташування                       | Координати                                                              | Заснована | Тип обсерваторії                                   | Основні інструменти                                                             |
| -------------------------------------------------------------------------------- | ------------ | ------------------------------------------ | ---------------------------------- | ----------------------------------------------------------------------- | --------- | -------------------------------------------------- | ------------------------------------------------------------------------------- |
| Атакамська обсерваторія Токійського університету (TAO)                           | 5 640 м.н.м. | Серро Чайнантор                            | Атакама, Чилі                      | 22°59′12″ пд. ш. 67°44′32″ зх. д. / 22.98667° пд. ш. 67.74222° зх. д.   | 2009      | оптична, інфрачервона                              |                                                                                 |
| Астрофізична обсерваторія Чакалтая                                               | 5 230 м.н.м. | Чакалтая                                   | Анди, Болівія                      | 16°21′12″ пд. ш. 68°07′53″ зх. д. / 16.35333° пд. ш. 68.13139° зх. д.   | 1946      | Космічні промені, гамма-астрономія                 |                                                                                 |
| Обсерваторія Джеймса Акса                                                        | 5 200 м.н.м. | Серро Токо                                 | Атакама, Чилі                      | 22°57′30″ пд. ш. 67°47′10″ зх. д. / 22.95833° пд. ш. 67.78611° зх. д.   | 2011      | Мікрохвильове випромінювання                       | POLARBEAR                                                                       |
| Атакамський космологічний телескоп                                               | 5 190 м.н.м. | Серро Токо                                 | Атакама, Чилі                      | 22°57′31″ пд. ш. 67°47′16″ зх. д. / 22.95861° пд. ш. 67.78778° зх. д.   | 2007      | Мікрохвильове випромінювання                       |                                                                                 |
| Обсерваторія плато Чайнантор                                                     | 5 104 м.н.м. | Плато Чайнантор (ісп. Llano de Chajnantor) | Атакама, Чилі                      | 23°01′22″ пд. ш. 67°45′17″ зх. д. / 23.02278° пд. ш. 67.75472° зх. д.   | 1999      | міліметрові хвилі, субміліметрова астрономія       | ALMA, APEX, QUIET                                                               |
| Обсерваторія Шікванхе (NAOC Ali Observatory)                                     | 5 100 м.н.м. | Шікванхе, плато Нґарі                      | Тибетський автономний район, Китай | 32°19′ пн. ш. 80°01′ сх. д. / 32.317° пн. ш. 80.017° сх. д.             | 2011      | оптична астрономія                                 |                                                                                 |
| Обсерваторія плато Чайнантор                                                     | 4 800 м.н.м. | Пампа Ла Бола                              | Атакама, Чилі                      | 22°58′17″ пд. ш. 67°42′10″ зх. д. / 22.97139° пд. ш. 67.70278° зх. д.   | 2002      | субміліметрова астрономія                          | ASTE, NANTEN2                                                                   |
| Великий Міліметровий Телескоп Альфонсо Серрано                                   | 4 580 м.н.м. | Сіерра Негра                               | Пуебла, Мексика                    | 18°59′06″ пн. ш. 97°18′53″ зх. д. / 18.98500° пн. ш. 97.31472° зх. д.   | 2006      | Мікрохвильове випромінювання                       |                                                                                 |
| Індійська астрономічна обсерваторія                                              | 4 500 м.н.м. | гора Сарасваті                             | Ханле, Ладакх, Індія               | 32°46′46″ пн. ш. 78°57′51″ сх. д. / 32.77944° пн. ш. 78.96417° сх. д.   | 2001      | інфрачервона, гамма-астрономія, оптична астрономія | Himalayan Chandra Telescope, HAGAR                                              |
| Обсерваторія Маєра-Вомбла                                                        | 4 312 м.н.м. | Маунт Еванс                                | Колорадо, США                      | 39°35′12″ пн. ш. 105°38′24″ зх. д. / 39.58667° пн. ш. 105.64000° зх. д. | 1996      | оптичний та інфрачервоний телескопи                |                                                                                 |
| Міжнародна обсерваторія космічних променів Янгпачен                              | 4 300 м.н.м. | Янгпачен                                   | Тибетський автономний район, Китай | 30°05′ пн. ш. 90°33′ сх. д. / 30.083° пн. ш. 90.550° сх. д.             | 1990      | космічні промені                                   |                                                                                 |
| Обсерваторія Мауна-Кеа                                                           | 4 190 м.н.м. | Мауна-Кеа                                  | Гаваї, США                         | 19°49′28″ пн. ш. 155°28′24″ зх. д. / 19.82444° пн. ш. 155.47333° зх. д. | 1967      | оптичні, інфрачервоні, субміліметрові              | Обсерваторія ім. В.М. Кека, UKIRT, Джеміні північ, Субару, JCMT, CSO, SMA, CFHT |
| Високогірна водяна обсерваторія гамма-випромінювання за методом Черенкова (HAWC) | 4 100 м.н.м. | Сіерра Негра                               | Пуебла, Мексика                    | 18°59′40″ пн. ш. 97°18′33″ зх. д. / 18.99444° пн. ш. 97.30917° зх. д.   | 2013      | гамма-випромінювання                               |                                                                                 |
| Обсерваторія Баркрофта                                                           | 3 890 м.н.м. | Вайт Маунтейн Пік                          | Каліфорнія, США                    | 37°35′19″ пн. ш. 118°14′31″ зх. д. / 37.58861° пн. ш. 118.24194° зх. д. | 1976      | інфрачервоні, міліметрові                          |                                                                                 |
| VLBA, Мауна-Кеа                                                                  | 3 730 м.н.м. | Мауна-Кеа                                  | Гаваї, США                         | 19°48′05″ пн. ш. 155°27′20″ зх. д. / 19.80139° пн. ш. 155.45556° зх. д. | 1986      | радіо-телескоп                                     |                                                                                 |
| Національна астрономічна обсерваторія Льяно дель Хато                            | 3 600 м.н.м. | селище Льяно дель Хато                     | Анди, Венесуела                    | 8°47′11″ пн. ш. 70°52′19″ зх. д. / 8.78639° пн. ш. 70.87194° зх. д.     | 1970-ті   | оптичний телескоп                                  |                                                                                 |
| Іранська національна обсерваторія                                                | 3 600 м.н.м. | гора Ґарґаш                                | Ісфаган, Іран                      | 33°40′27″ пн. ш. 51°19′07″ сх. д. / 33.67417° пн. ш. 51.31861° сх. д.   | 2010-ті   | оптичний телескоп                                  | будується                                                                       |
| Сфінкс (обсерваторія)                                                            | 3 571 м.н.м. | Юнгфрауйох                                 | Бернські Альпи, Швейцарія          | 46°32′51″ пн. ш. 7°59′6″ сх. д. / 46.54750° пн. ш. 7.98500° сх. д.      | 1937      | оптичний телескоп                                  |                                                                                 |
| Обсерваторія Мауна-Лоа                                                           | 3 394 м.н.м. | Мауна-Лоа                                  | Гаваї, США                         | 19°32′10″ пн. ш. 155°34′34″ зх. д. / 19.53611° пн. ш. 155.57611° зх. д. | 1957      | оптичні, міліметрові хвилі                         | Сонячна обсерваторія Мауна-Лоа, AMiBA                                           |
| Обсерваторія Магдалена Рідж                                                      | 3 230 м.н.м. | Саус Болді                                 | Нью-Мексико, США                   | 33°58′36″ пн. ш. 107°11′05″ зх. д. / 33.97667° пн. ш. 107.18472° зх. д. | 1999      | оптичні, інфрачервоні                              |                                                                                 |
| Міжнародна обсерваторія Маунт Грехем                                             | 3 191 м.н.м. | Маунт Грехем                               | Аризона, США                       | 32°42′05″ пн. ш. 109°53′31″ зх. д. / 32.70139° пн. ш. 109.89194° зх. д. | 1993      | оптичний, субміліметровий                          | LBT, HHST, VATT                                                                 |
| Обсерваторія Горнерграт                                                          | 3 135 м.н.м. | Горнерграт                                 | Пеннінські Альпи, Швейцарія        | 45°59′04″ пн. ш. 7°47′09″ сх. д. / 45.98444° пн. ш. 7.78583° сх. д.     | 1967      | іннфрачервоне, субміліметрове                      | Інфрачервоний телескоп Горнерграт, KOSMA                                        |
| Обсерваторія Халеакала                                                           | 3 036 м.н.м. | Халеакала                                  | Гаваї, США                         | 20°42′30″ пн. ш. 156°15′27″ зх. д. / 20.70833° пн. ш. 156.25750° зх. д. | 1964      | оптичні, міліметрові                               | Pan-STARRS, Faulkes Telescope North, AEOS                                       |

## Найвищі тимчасові обсерваторії
Тимчасові обсерваторії, розташовані на висоті понад 3 000 м.н.м.:
| Назва обсерваторії             | Висота       | Місце      | Розташування                                     | Координати                                                           | Заснована | Тип обсерваторії          | Основні інструменти |
| ------------------------------ | ------------ | ---------- | ------------------------------------------------ | -------------------------------------------------------------------- | --------- | ------------------------- | ------------------- |
| Receiver Lab Telescope         | 5 525 м.н.м. | Сайрекабур | Атакама, Чилі                                    | 22°43′0″ пд. ш. 67°53′30″ зх. д. / 22.71667° пд. ш. 67.89167° зх. д. | 2002      | субміліметровий, 1-2 THz  |                     |
| PLATO (PLATeau Observatory)    | 4 091 м.н.м. | Купол А    | Східно-Антарктичний льодовиковий щит, Антарктида | 80°22′ пд. ш. 77°21′ сх. д. / 80.367° пд. ш. 77.350° сх. д.          | 2008      | оптичний, субміліметровий |                     |
| Дослідницька станція Конкордія | 3 233 м.н.м. | Купол С    | Східно-Антарктичний льодовиковий щит, Антарктида | 75°06′ пд. ш. 123°20′ сх. д. / 75.100° пд. ш. 123.333° сх. д.        | 2005      | оптичний, субміліметровий |                     |